# Абу Ала аль-Мамун
Абу Ала аль-Мамун Идрис ибн аль-Мансур (или Идрис аль-Мамун, араб. أبو العلا المأمون إدريس بن المنصور‎, ум. 1232) — девятый халиф династии Альмохадов, правитель Марокко в 1229-1232 годах. Он был сыном Якуба аль-Мансура и братом Мухаммеда ан-Насира и Абдаллы аль-Адила .
После смерти Абдаллы вспыхнула гражданская война между Идрисом и его племянником Яхья, который получил поддержку знати Марракеша. Идрис обратился за помощью к Фернандо III Кастильскому  и получил от него 12000 рыцарей, которые позволили Идрису завоевать Марракеш и убить шейхов, которые оказывали поддержку Яхья.
Воспитанный в Испании Идрис, опираясь на христианскую армию, занявшую Марракеш, решился на радикальные религиозные преобразования. Он отказался от доктрины Махди в пользу ислама суннитского толка. Он зашёл так далеко, что утверждал, что Махди был Иисус, а не Ибн Тумарт, основатель династии и учения Альмохадов. Это вызвало фактический распад государства: хафсиды провинции Ифрикия заявили об отделении. Не имея возможности заплатить Фернандо за помощь, Идрис затеял в 1230 году строительство христианской церкви в Марракеше, которая была в итоге уничтожена два года спустя. Радикальные преобразования Идриса очень скоро лишили его поддержки знати и народа. В итоге в начале 1232 года, когда он осаждал Сеуту, Яхья воспользовался случаем, чтобы захватить Марракеш. Идрис умер во время перехода от Сеуты к столице, и ему наследовал его старший сын Абд аль-Вахид ар-Рашид .